# 5542 Moffatt
5542 Moffatt eller 1978 PT4 är en asteroid i huvudbältet som upptäcktes den 6 augusti 1978 av Perth-observatoriet. Den är uppkallad efter Ethelwin Moffatt.
Asteroiden har en diameter på ungefär 8 kilometer och den tillhör asteroidgruppen Maria.